# West Frisian Outlaws
De West Frisian Outlaws is een Americanfootballteam afkomstig uit Hoorn (Noord-Holland), uitkomend in de eerste divisie van de American Football Bond Nederland. Het team speelt hun wedstrijden op de velden van HSV Sport 1889 in Zwaag. 
De voorloper van de West Frisian Outlaws waren de Hoorn Unicorns die in 2011 ophielden te bestaan.